# Szemcsíkos bülbül
A szemcsíkos bülbül vagy sávosfejű bülbül (Pycnonotus goiavier) a madarak osztályának verébalakúak (Passeriformes) rendjébe és a bülbülfélék (Pycnonotidae) családjába tartozó faj.

## Rendszerezése
A fajt Giovanni Antonio Scopoli olasz természettudós írta le 1886-ban, a Muscicapa nembe Muscicapa Goiavier néven.

## Alfajai
- Pycnonotus goiavier jambu (Deignan, 1955) – dél-Mianmar, közép- és dél-Thaiföld, közép-Laosz, dél-Kambodzsa, dél-Vietnám;
- Pycnonotus goiavier analis (Horsfield, 1821) – Maláj-félsziget, Szumátra, Jáva, Bali, Lombok, Sumbawa;
- Pycnonotus goiavier gourdini (G. R. Gray, 1847) – Borneó, Karimun Jáva;
- Pycnonotus goiavier goiavier (Scopoli, 1786) – észak- és közép-Fülöp-szigetek;
- Pycnonotus goiavier samarensis (Rand & Rabor, 1960) – közép-Fülöp-szigetek;
- Pycnonotus goiavier suluensis (Mearns, 1909) – dél-Fülöp-szigetek.

## Előfordulása
Délkelet-Ázsiában, Brunei, a Fülöp-szigetek, Kambodzsa, Indonézia, Laosz, Malajzia, Mianmar, Szingapúr,Thaiföld és Vietnám területén honos.  		
Természetes élőhelyei a szubtrópusi vagy trópusi síkvidéki- és hegyi esőerdők, mangroveerdők és cserjések, mocsarak, folyók és patakok környékén, valamint ültetvények, szántóföldek és vidéki kertek. Állandó, nem vonuló faj.

## Megjelenése
Testhossza 19–20,5 centiméter, testtömege 24–37 gramm.

## Életmódja
Főleg gyümölcsökkel, magvakkal és nektárral táplálkozik.

## Szaporodása
Fészekalja 2-5 tojásból áll.
|  |  |

## Természetvédelmi helyzete
Az elterjedési területe rendkívül nagy, egyedszáma pedig növekvő. A Természetvédelmi Világszövetség Vörös listáján nem fenyegetett fajként szerepel.